# Вишек (Северна Дакота)
Вишек (енгл. Wishek) град је у америчкој савезној држави Северна Дакота.

## Демографија
По попису из 2010. године број становника је 1.002, што је 120 (-10,7%) становника мање него 2000. године.
| Група             | 2000.         | 2010.       |
| Белци             | 1.093 (97,4%) | 958 (95,6%) |
| Афроамериканци    | 0 (0,0%)      | 0 (0,0%)    |
| Азијати           | 0 (0,0%)      | 1 (0,1%)    |
| Хиспаноамериканци | 17 (1,5%)     | 31 (3,1%)   |
| Укупно            | 1.122         | 1.002       |